# Gyrothrix citricola
Gyrothrix citricola är en svampart som beskrevs av Kris A. Pirozynski 1962. Gyrothrix citricola ingår i släktet Gyrothrix, divisionen sporsäcksvampar och riket svampar.   Inga underarter finns listade i Catalogue of Life.